# Kostel svaté Barbory (Komořany)
Římskokatolický farní kostel svaté Barbory v Komořanech, je novogotickým kostelem z roku 1804 postavený na gotickém základě. S farou kostel vytváří významný sakrální okrsek obce. Je chráněn jako kulturní památka České republiky. Jde o farní kostel farnosti Komořany.

## Historie
Středověké jádro stavby pochází zřejmě ze 13. století (loď a věž). Ve druhé polovině 16. století bylo prodlouženo a nově zaklenuto kněžiště, byla přistavěna sakristie. Ve druhé polovině 18. století byla v lodi prolomena nová okna a vestavěna hudební kruchta. Roku 1804 byl kostel přestavěn do současné podoby.